# 慈善事業勳章
慈善事業勳章（俄语：Знак отличия «За благодеяние»），是俄羅斯聯邦頒授的一款勳章。

## 設立和頒授
慈善事業勳章是在2012年5月11日根據俄羅斯總統令設立的。有關當局會向符合以下資格的俄羅斯聯邦公民和外國人頒授慈善事業勳章：
- 大力支持俄羅斯聯邦境內的兒童院、護養院（英语：Nursing home care）、孤兒院、安寧病房和醫療機構
- 舉行旨在達到這些目標的公共運動：
  - 促進道德和包容
  - 宣揚價值觀和人權
  - 打擊對社會有危害的疾病和習慣
- 為發展俄羅斯的科學（英语：Science and technology in Russia）、文化、教育和公眾健康（英语：Healthcare in Russia）而作出重大貢獻
- 協助非政府组织和宗教团体舉行對社會有意義的運動
- 舉行旨在鞏固家庭制度和婚姻的運動

## 外觀和佩戴
慈善事業勳章有一塊呈絲帶形狀狀的綬帶，以及一面直徑為32毫米的圓形獎牌；圓形獎牌的正面有一頭以血液餵飼雛鳥的鵜鶘，背面則有「為了慈善事業」（俄语：ЗА БЛАГОДЕЯНИЕ）的字樣。獲頒者會把勳章佩戴在右邊胸口處。